# ناظور (استان تیبازه)
ناظور (به عربی: الناظور) یک شهرداری در الجزایر است که در استان تیپازه واقع شده‌است. ناظور  ۹٬۵۸۸ نفر جمعیت دارد.